# Siem Wardenaar
Simon (Siem) Wardenaar (Barsingerhorn, 1934) is een Nederlands beeldhouwer en schilder.

## Leven en werk
Wardenaar had een boerenbedrijf met zijn broer voor hij zich volledig aan de kunst wijdde. Hij is als schilder autodidact. Wardenaar maakte onder meer portretten en figuur- en diervoorstellingen in brons en keramiek.

## Werken (selectie)
- 1994 Meisje dat dwarsfluit speelt, Achterstraat/ Dorpsstraat, Putten
- 1996 Ballerina, Oudesluis
- 1996 De tuinders, St. Jozefpark, Tuitjenhorn
- 2000 Schaap met lammeren, Markt, Schagen
- 2001 Ganzenfontein, Vrijburglaan, Heemskerk
- 2001 Dorpsfiguren, zorgcentrum Angelapark, Warmenhuizen
- 2004 Westfries danspaar, Muziektuin, Schagen
- 2007 Schager stier, Slotplein, Schagen
- 2010 Schaatser, bij ijsbaan, Wieringerwaard
- Dwarsfluitspeler, Julianadorp

## Fotogalerij

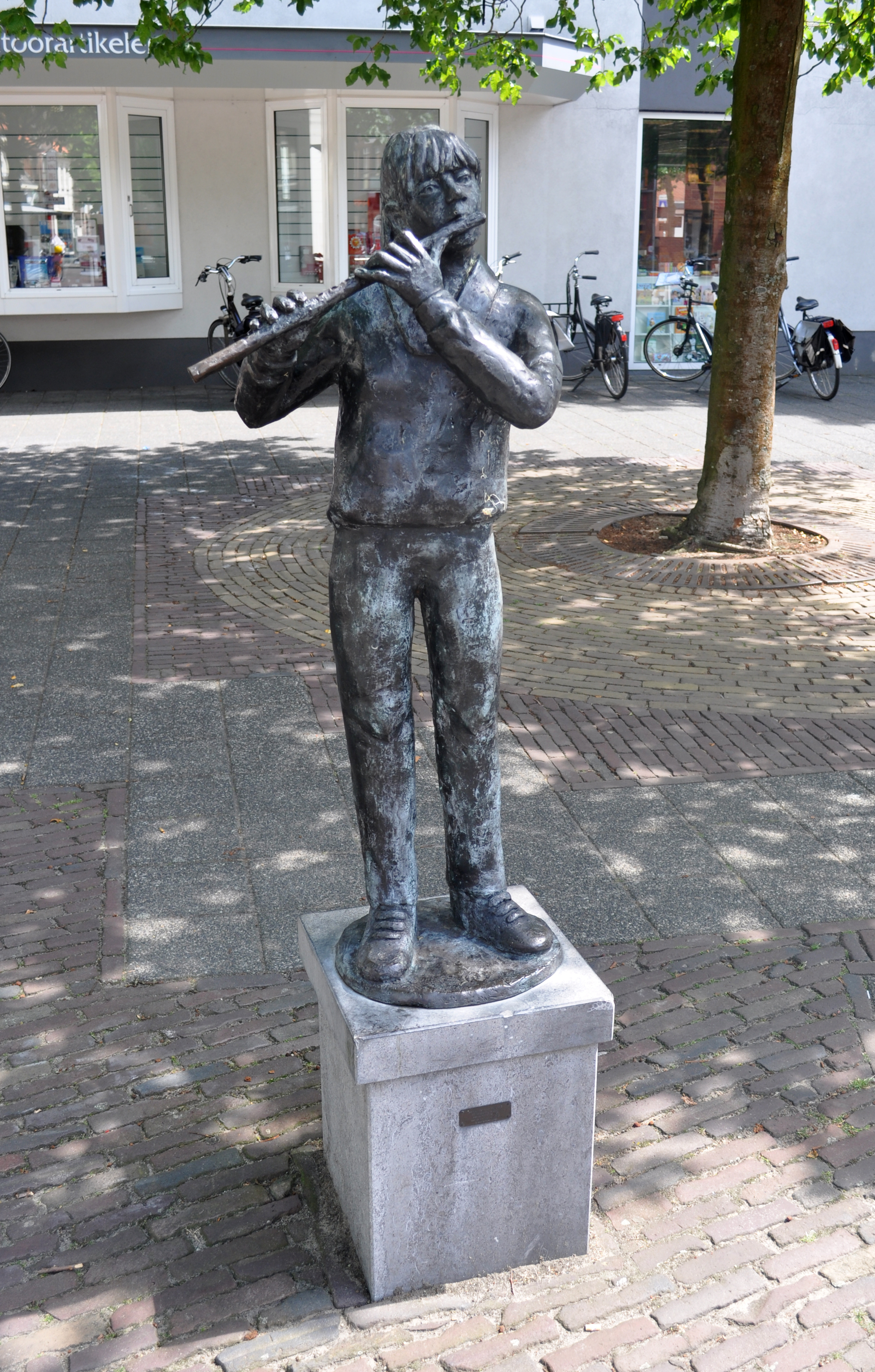
Meisje dat dwarsfluit speelt
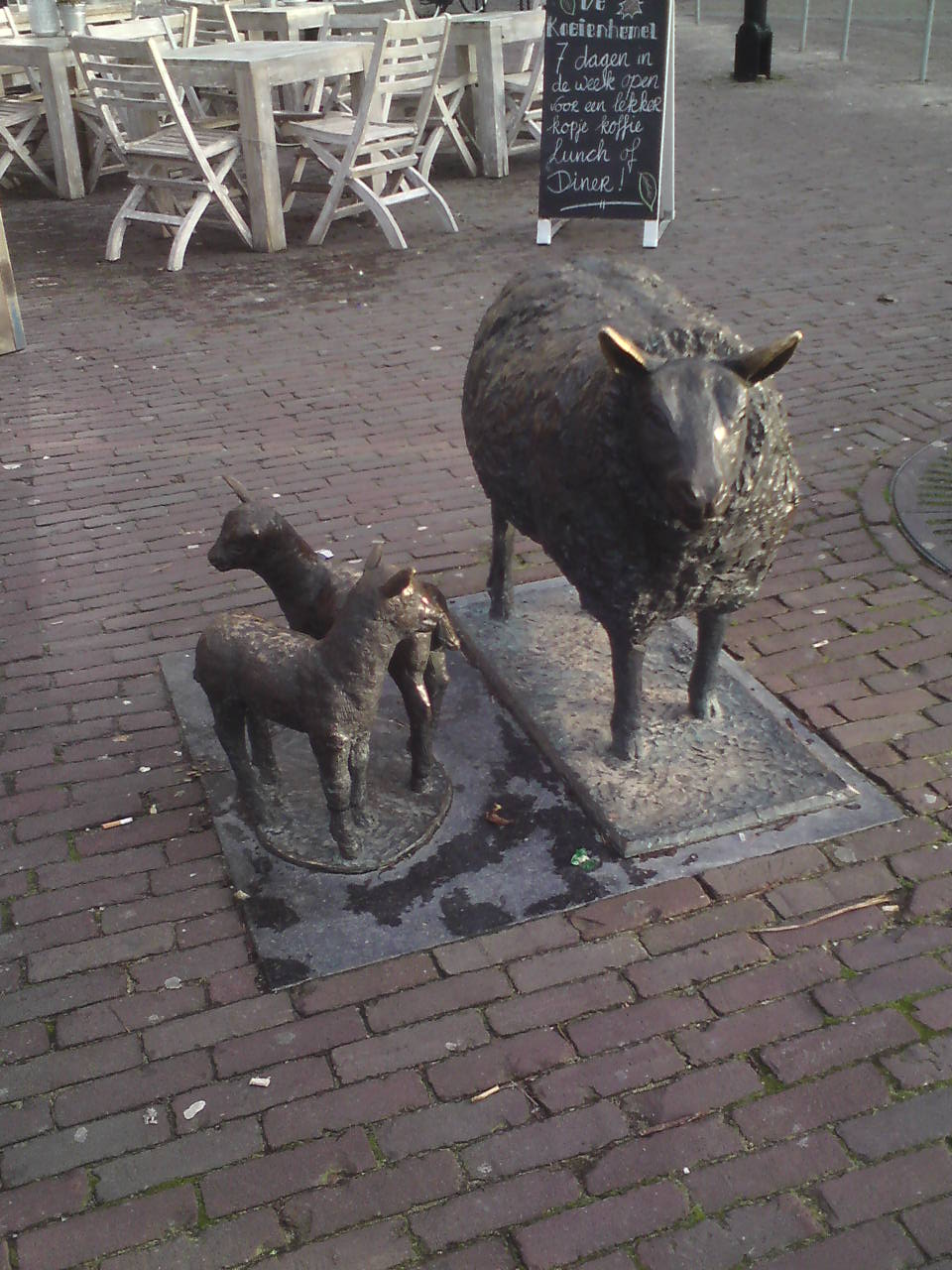
Schaap met lammeren
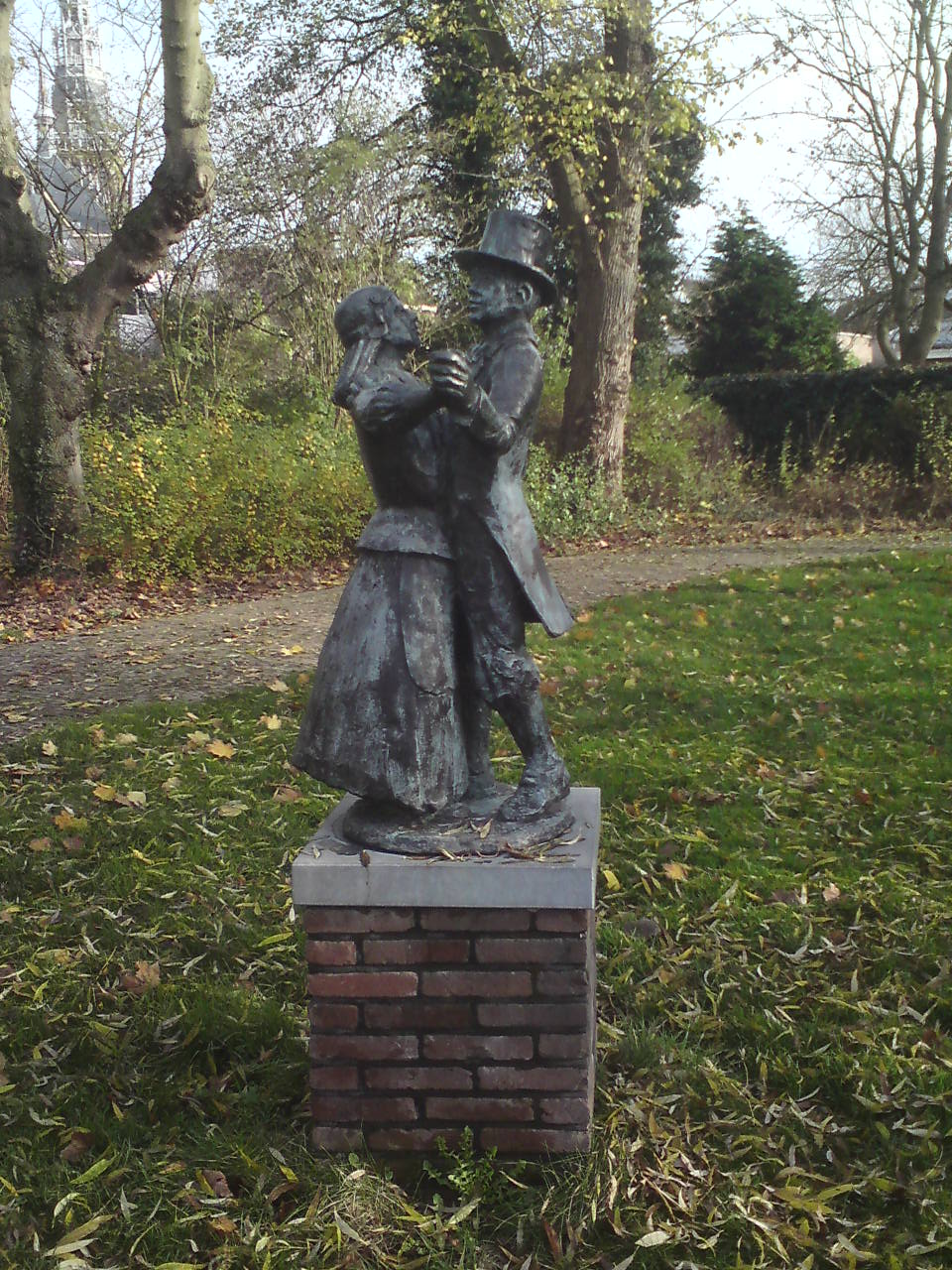
Westfries danspaar
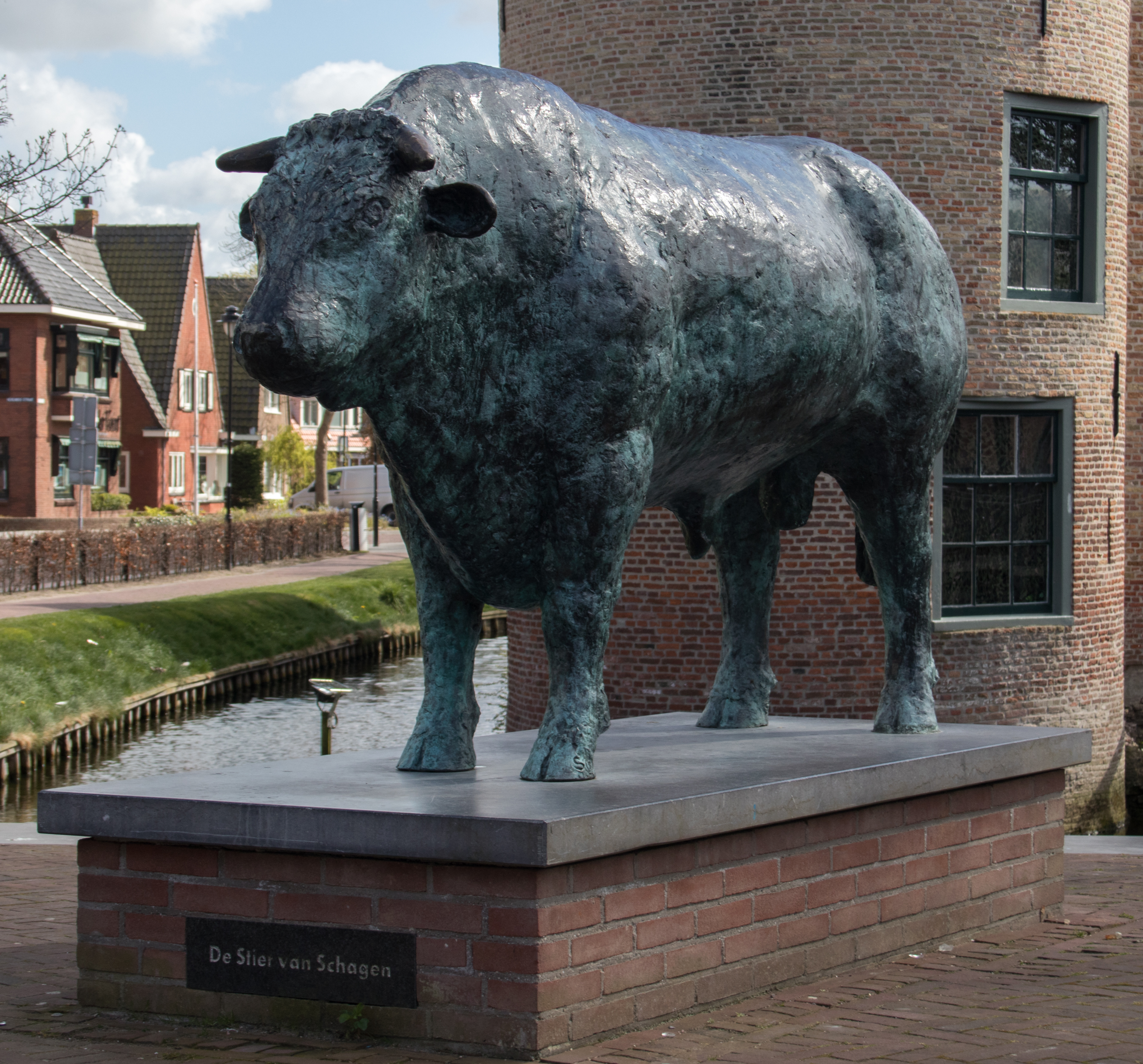
Stier van Schagen

- RKD-Nederlands Instituut voor Kunstgeschiedenis: 82862